# Veine circonflexe iliaque superficielle
La veine circonflexe iliaque superficielle (ou veine circonflexe iliaque sous-cutanée) est une veine du membre inférieur qui suit la même trajet que son artère satellite : l'artère circonflexe iliaque superficielle.
Elle se jette dans la veine grande saphène avec la veine épigastrique superficielle au niveau du hiatus saphène.